# Suziann Reid
Suziann Reid, ameriška atletinja, * 14. januar 1977, Kingston, Jamajka.
Ni nastopila na poletnih olimpijskih igrah. Na svetovnih prvenstvih je osvojila srebrno medaljo v štafeti 4×400 m leta 1999.